# Phymatopsinus pustula
Phymatopsinus pustula is een keversoort uit de familie bladrolkevers (Attelabidae). De wetenschappelijke naam van de soort werd in 1881 gepubliceerd door César Marie Félix Ancey.